# Enrico Maggioni
Pour les articles homonymes, voir Maggioni.
Enrico Maggioni (né le 1er novembre 1946 à Missaglia) est un coureur cycliste italien. Professionnel de 1969 à 1977, il a remporté le Tour de Sicile en 1973. Il a ensuite été directeur sportif entre 1999 et 2005.

## Palmarès

### Palmarès amateur
- 1968
  - 4e et 7e étapes du Tour d'Autriche
  - Coppa Varignana
  - Ponzone-Passo Stavello
  - 2e de Turin-Valtournenche

### Palmarès professionnel
- 1970
  - 8e du Tour de Lombardie
- 1971
  - 6e du Tour de Lombardie
- 1972
  - 3e de la Coppa Sabatini
- 1973
  - Tour de Sicile
  - 2e du Tour des Marches
  - 3e de la Coppa Placci

## Résultats sur les grands tours

### Tour de France
1 participation
- 1976 : abandon (12e étape)

### Tour d'Italie
6 participations
- 1969 : 17e
- 1970 : 13e
- 1971 : 15e
- 1972 : abandon
- 1973 : 54e
- 1974 : abandon (22e étape)